# Abbaye de La Crête
Pour les articles homonymes, voir crete.
L’abbaye de La Crête, ou anciennement La Chreste, est une abbaye cistercienne fondée en 1121 par Simon II de Clefmont, seigneur de Clefmont, et des moines venus de l'abbaye de Morimond dont elle est la deuxième fille. Elle est située sur le territoire de Bourdons-sur-Rognon dans la Haute-Marne, à 30 km au nord-est de Chaumont dont elle est très écartée, dans la vallée de la petite rivière du Rognon.

## Origine du nom
Le nom de La Crête semble devoir venir du mot latin crista, au sens de cime, de faîte ; certains auteurs avancent une autre hypothèse : un nom dérivé de Christ.

## Contexte politique et religieux lors de la fondation
La Crête est fondée en 1121 sous le règne du roi capétien Louis VI le Gros, dont le pouvoir est encore faible, sur un domaine royal peu étendu autour de Paris et d'Orléans. Le reste du royaume est aux mains de seigneurs, parfois très puissants, vassaux du roi mais qui ne lui obéissent guère. L'abbaye de La Crête se situe dans une région-frontière où le comte de Champagne est sans cesse en alerte, subissant tantôt la poussée du roi de France, tantôt celle des ducs de Lorraine (qui dépendent du Saint Empire Romain Germanique). Elle va ainsi profiter de ces rivalités pour obtenir une aide précieuse des comtes de Champagne (création de villages) et des ducs de Lorraine (sauf-conduits pour leurs terres).
Sur le plan religieux, l'expansion économique engendre la montée d'une culture et d'une société profanes, ce qui provoque une double réaction : le refus total et le retrait au désert, alors que d'autres prennent leur parti des changements. Toutes les expériences de ce temps ont été marquées par la volonté de revenir à la pureté originelle du christianisme et de se conforter au Christ de l'Évangile. C'est dans ce contexte que se développe le monachisme bénédictin qui connait sa plus grande splendeur entre la fin du XIe siècle et les premières décennies du XIIe siècle. L'exceptionnelle expansion des monastères clunisiens aux Xe et XIe siècles avec en corollaire leur enrichissement et l'abandon progressif de la règle édictée au VIIe siècle par Saint Benoît (prière et travail) déclenche l'apparition de nouveaux ordres monastiques, entre autres les Prémontrés, les Chartreux et les Cisterciens. La réforme cistercienne est partie de l'abbaye de Molesme, lorsqu'en mars 1098, l'abbé Robert, à la tête d'une petite équipe de moines, part fonder un nouveau monastère au sud de Dijon : Citeaux. Après quelques années difficiles et le retour de Robert à Molesme, remplacé par l'anglais Étienne Harding, l'essor du nouveau monastère débute en 1112, avec l'arrivée du jeune Bernard de Clairvaux accompagné d'une trentaine de parents et de compagnons. Les premières fondations cisterciennes ont lieu à La Ferté en 1113, Pontigny en 1114, Clairvaux et Morimond en 1115, cette dernière étant l'abbaye-mère de La Crête.

## Fondation de l'abbaye
Au XIe siècle, il existe déjà au lieu-dit « la Vieille Crête » un bâtiment qui avait été remis à l'ordre de Cîteaux. Un groupe de moines cisterciens, parti de Morimond, en prit possession vers 1118, mais ils trouvèrent le site peu favorable au développement d'un monastère et décidèrent alors de faire appel à la piété des seigneurs du pays pour construire une nouvelle abbaye, à quelques centaines de mètres en aval de la Vieille Crête. C'est en effet le seigneur de Clefmont, Simon II, qui offrit le site au bord de la petite rivière du Rognon, aux moines de Morimond - site conforme au modèle cistercien : un site sauvage, à l'écart du monde, du commerce des hommes et à proximité d'une rivière pour assurer l'autonomie complète du site. Celui de La Crête est certainement l'un des plus beaux du monde cistercien et on peut ainsi rejoindre Jean-François Leroux : « le paysage de la Haute-Marne profonde semble intrinsèquement cistercien et on peut rêver d'un itinéraire de redécouverte de tous ces hauts lieux médiévaux ; ceux qui le suivront seront hors du temps. »
Baudoin, moine de Morimond et frère du seigneur Gui de Bonnecourt est alors nommé 1er abbé de La Crête et s'y installe avec douze de ses frères religieux, pour y construire la future abbaye. On sait que les religieux travaillaient à la construction du monastère, mais les moines de La Crête ont fait appel à des ouvriers salariés qui ont laissé leurs marques de tâcherons sur diverses pierres sculptées retrouvées sur le site. Faute de documents (seul subsiste un plan de 1705 de l'abbaye), on ignore la chronologie précise de la construction des différents bâtiments. Il semble que l'église ait été construite la première, avant 1150, car son plan est très proche de celui de l'abbaye de Clairvaux construite entre 1135 et 1150.
Au XVIIe siècle, une légende entoura l'abbaye, selon laquelle on y aurait retrouvé le tombeau de Mérovée, second roi des Francs saliens. Cette chronique, conservée dans les manuscrits Mathieu de la bibliothèque diocésaine de Langres, n'est qu'une pure invention due apparemment à l'imagination fertile d'un moine qui a voulu donner une antique et vénérable origine à l'abbaye!

## Le monastère et la vie monastique à La Crête
À La Crête, il ne reste pas de bâtiments du Moyen Âge. Néanmoins, le plan de 1705 peut nous aider à reconstituer la vie monastique. L'église est au centre du monastère, tout comme la prière est au centre de la vie du moine. Elle est orientée vers l'est, le soleil levant, c'est-à-dire le symbole de la lumière divine. Dans cette église, les moines y prient plusieurs fois par jour et aussi la nuit.
Le cloître est la cour autour de laquelle s'organisent l'église et les autres bâtiments. C'est un lieu de prière, de méditation et de promenade aussi : « un lieu ouvert non pas sur l'extérieur mais sur le ciel, l'antichambre du paradis. »
Après l'office du matin a lieu le temps fort de la communauté : le chapitre, c'est-à-dire la réunion des moines autour de leur abbé dans la salle capitulaire, généralement près de l'église (comme à l'abbaye de Fontenay). C'est là que l'abbé répartit les tâches de la journée, lit un chapitre de la règle et le commente, lit le rouleau des morts (liste des religieux décédés dans l'année dans les monastères de l'ordre), et que les moines s'accusent de leurs manquements à l'observance monastique.
À La Crête, le dortoir est, comme il se doit, près de l'église puisque les moines se lèvent la nuit pour prier. Ils dorment d'ailleurs dans leurs habits (vêtements blancs, c'est-à-dire en tissu de laine non teinte, d'où l'appellation de "moines blancs"). On distingue aussi à La Crête le dortoir des convers, c'est-à-dire des religieux qui ont prononcé des vœux qui les lient jusqu'à la mort, mais qui s'adonnent aux travaux manuels, principalement la culture des champs et l'élevage des troupeaux. Ils travaillent aussi au moulin, à la boulangerie, au four et au colombier. Ce dernier est un témoignage de l'architecture de ces édifices au Moyen Âge. On trouve aussi les bâtiments pour la vie quotidienne des moines : le réfectoire, près de la cuisine, où les moines prennent leur frugal repas en silence. À La Crête, deux écuries et une grange dans la cour abbatiale ont été construites par les abbés commendataires, avec des pierres provenant de la démolition d'une partie du réfectoire et de l'infirmerie.
Enfin, on entre et on sort de l'abbaye par la porterie. C'est le très bel édifice qu'il nous reste actuellement à La Crête, du XVIIIe siècle, classé monument historique, derrière le charmant pont qui enjambe le Rognon. La porterie est le point de contact du monastère avec l'extérieur. C'est là que le visiteur est accueilli par le moine portier, tout visiteur étant à l'image du Christ et devant être reçu comme tel.

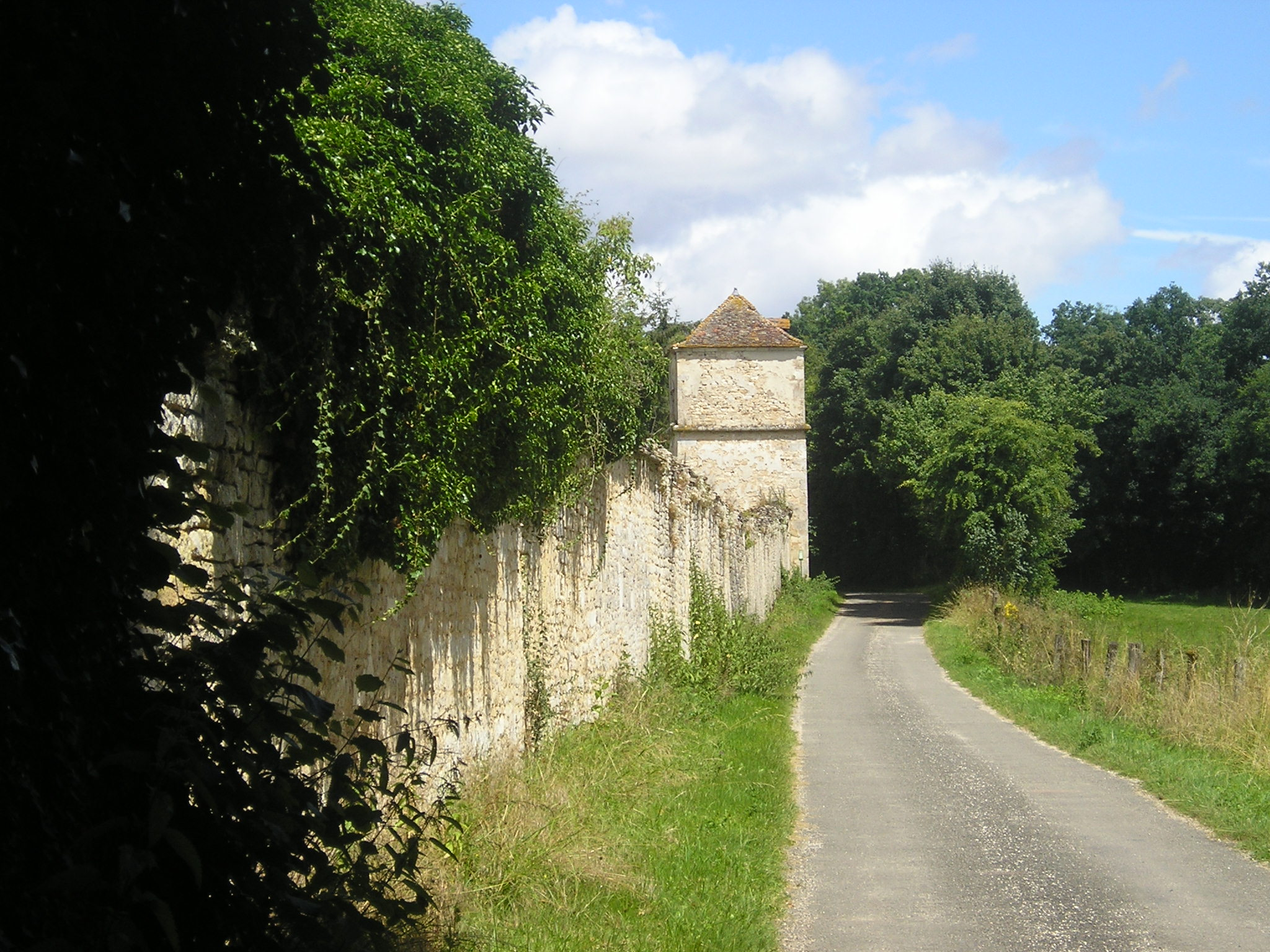
Colombier de l'abbaye.
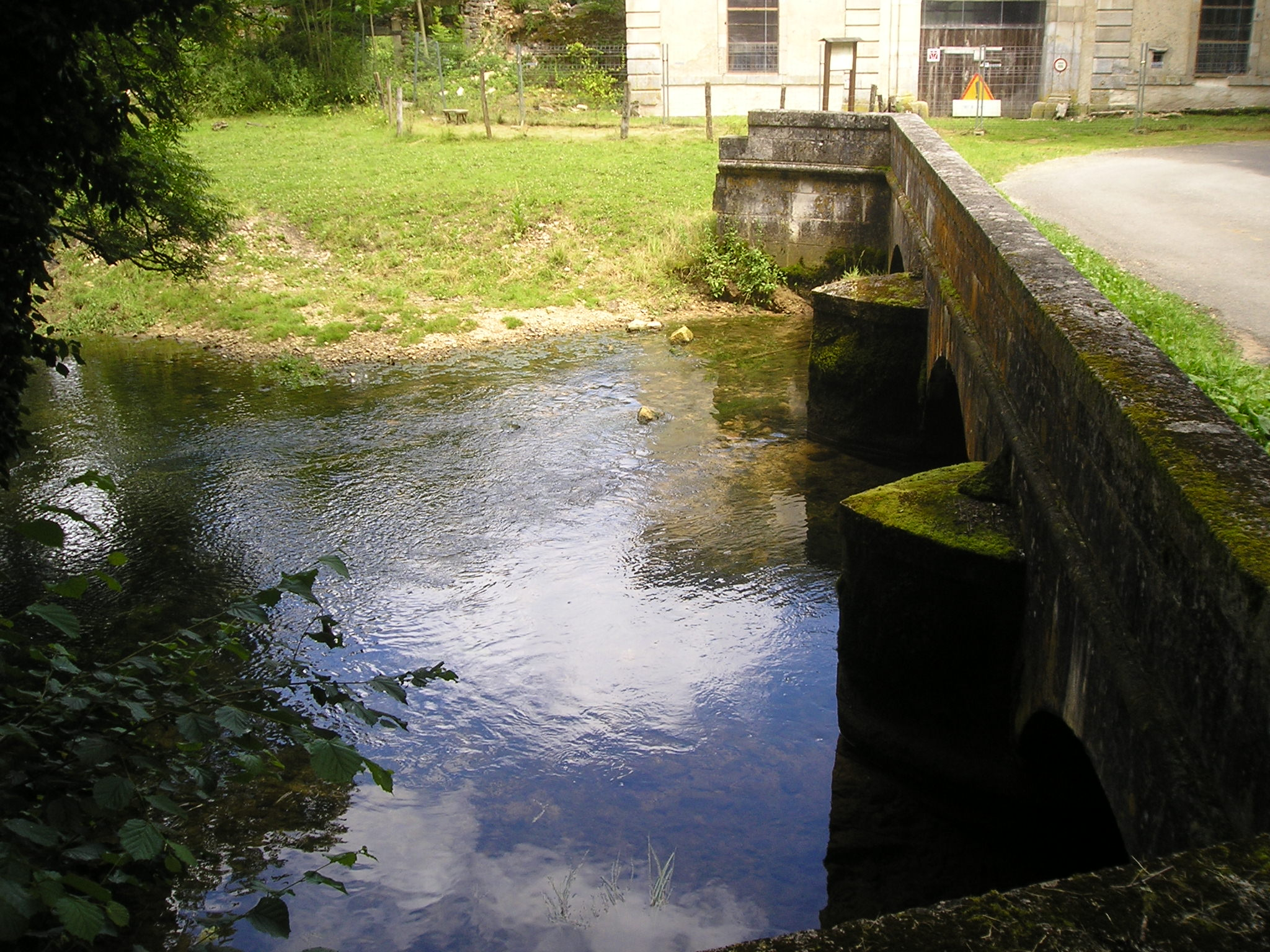
Sur le Rognon, le pont  Classé MH.
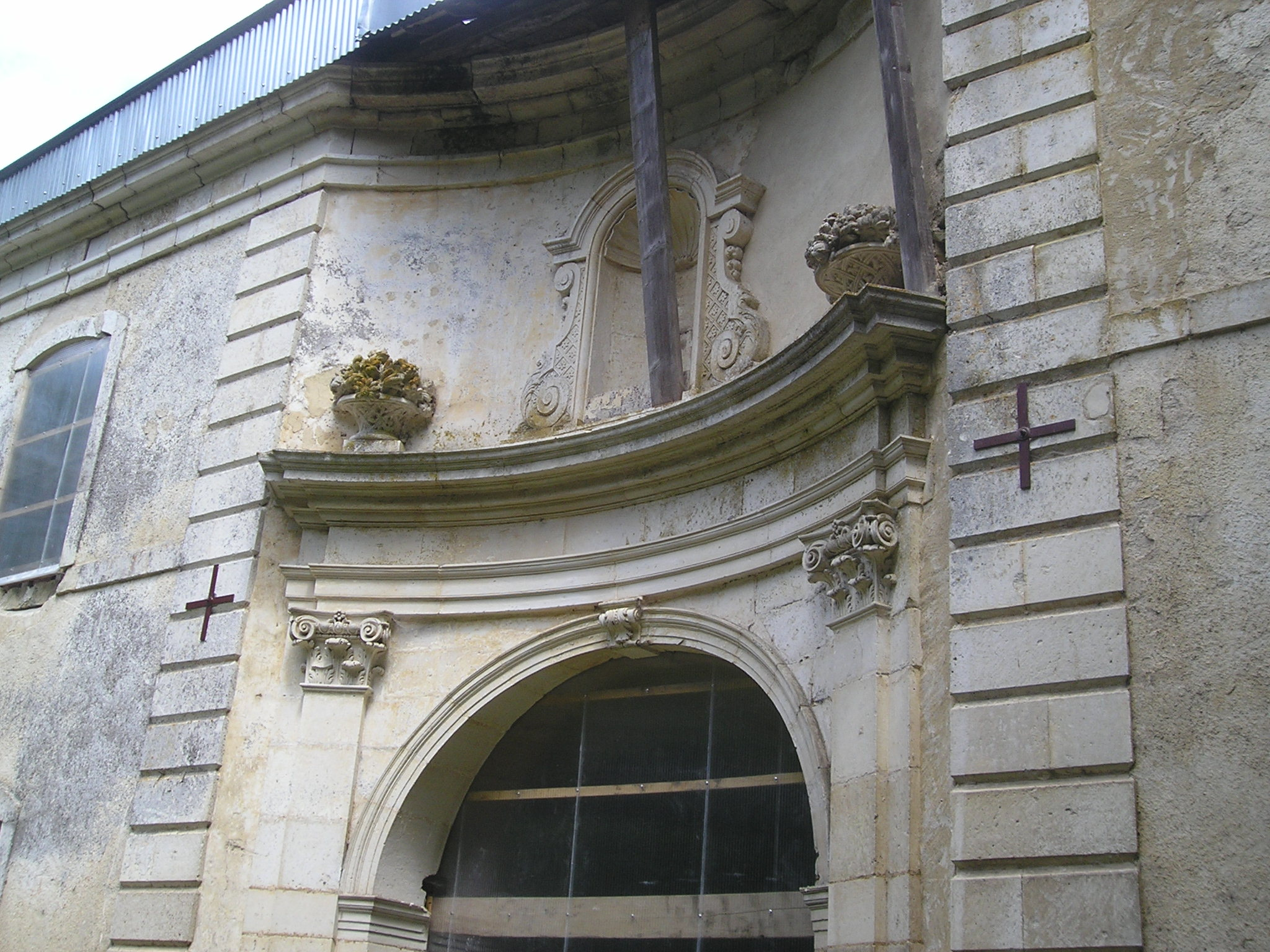
Porterie de l'abbaye,  Classée MH.

Les archives de l'abbaye de La Crête permettent de reconstituer de façon partielle la communauté des moines de La Crête aux XIIe et XIIIe siècles. On trouve ainsi les traces de l'abbé, responsable des affaires spirituelles et temporelles du monastère, élu à vie par les moines. On retrouve aussi les auxiliaires de l'abbé : un prieur chargé de l'ordre intérieur, un cellerier pour les tâches domestiques, un sacristain responsable du service de l'église, un frère hôtelier qui accueille les hôtes de passage, un chantre qui dirige le chant dans le chœur et veille au bon déroulement des offices, un scribe pour rédiger les actes.

## La réponse de la société médiévale à la création de l'abbaye
L'aristocratie est le groupe social qui a le plus répondu à la fondation de l'abbaye de La Crête, par le geste de l'aumône, considéré comme le moyen de racheter ses fautes aux yeux de Dieu et d'assurer le salut de son âme dans l'au-delà. On retrouve les comtes de Champagne : Henri Ier le Libéral stimule la métallurgie sur ses terres et cède aux moines une forge dans la forêt de Wassy en 1156 ; Thibaud IV le chansonnier s'associe à La Crête pour créer de nouveaux villages : Chantraines en 1224 et Bourdons-sur-Rognon en 1240. Les ducs de Lorraine se manifestent aussi notamment avec Simon II en 1181 et Mathieu II en 1235, qui exemptent les moines de La Crête de tout péage sur leurs terres, privilège considérable à une époque où les échanges s'intensifient.
Au degré inférieur, les seigneurs locaux représentent la majorité des donateurs de l'abbaye. On s'aperçoit que les principaux seigneurs à pourvoir La Crête au XIIe siècle sont d'origine variée (Écot, Vignory, Nogent, Plancy, Parroy, Épinal, Vaudremont…) mais au XIIIe siècle se dessine le rôle prédominant de certaines grandes familles locales : les Clefmont, les Nogent et les Joinville.
Enfin, les agents seigneuriaux (chargés de la justice et de la collecte des impôts des seigneurs) et les citadins (les bourgeois de Nogent et de Toul ainsi que des artisans et commerçants) interviennent en faveur de La Crête. Le haut-clergé apporte un soutien législatif à La Crête, indispensable à sa survie.
L'abbaye bénéficie de la protection de la papauté dès le XIIIe siècle. Trois bulles pontificales, de Grégoire IX en 1228, Innocent IV en 1253 et Boniface VIII en 1302, confirment les biens et privilèges de La Crête. Celle d'Alexandre IV en 1256 rappelle que l'ordre de Cîteaux n'est point soumis à la juridiction épiscopale. L'abbaye de La Crête, se situant au nord-est du diocèse de Langres, bénéficie de la protection des évêques de Langres qui confirment les possessions de l'abbaye. D'autres documents proviennent aussi d'évêchés voisins : Metz, Toul, Troyes, Châlons-en-Champagne et Reims.
Les autres actes émanant de religieux proviennent des établissements monastiques dont l'attitude est nettement moins favorable à La Crête. En effet, les donations émanant d'abbayes ou de prieurés se font toujours en contrepartie d'autres éléments (encens, réparations de toits). Une multitude de procès sont aussi conservés dans les archives, chaque établissement religieux cherchant à garder et protéger son patrimoine.

## La Crête, seigneur foncier et acteur de l'aménagement rural
Beaucoup de seigneurs ont concédé des terres en friches, que les moines devaient par la suite défricher et mettre en culture par l'intermédiaire des convers et de salariés, mais aussi par la perception de cens (loyers de la terre) versés par les paysans locaux. D'après les textes, les moines cultivaient de l'avoine et du blé pour la fabrication de leur pain. Les légumes devaient être produits à l'intérieur même du monastère, dans les jardins.
Les moines se livraient à l'élevage, notamment de porcs, sur des prés (dont on ignore la superficie) situés principalement dans les vallées de la Marne et du Rognon et dans la région actuelle du Bassigny. L'abbaye possédait également des forêts, convoitées pour les terrains de pâture qu'elles offraient aux animaux, les fagots pour le chauffage, le charbon pour les forges et les bois pour la construction.
Les moines de La Crête ont reçu aussi des droits de pêche dans le Rognon et la Marne. Ils pouvaient ainsi tirer de la rivière les poissons nécessaires à leur alimentation, mais également utiliser l'eau pour actionner les roues de leurs moulins et les marteaux de leurs forges, ou irriguer leurs terres.
Les vignes possédées par La Crête aux XIIe et XIIIe siècles ont toutes disparu aujourd'hui. Elles se situaient en majorité sur les versants des vallées du Rognon, de la Marne, de l'Aube et de l'Aujon et devaient être modestes au vu des redevances en muids de vin. Les moines semblent s'être eux-mêmes chargés des vendanges car ils possédaient un pressoir (d'après un document de 1228).
À la fin du XIIIe siècle, l'abbaye de La Crête possédait des maisons dans les campagnes, disséminées dans 9 villages (Roôcourt-la-Côte, Bourdons, Cirey-les-Mareilles, Forcey, Ageville, Reclancourt, Donnemarie, Moyenvic) et dans les villes (à Chaumont, Toul, Bar-sur-Aube). À Chaumont, deux maisons devaient servir de refuge aux moines en cas de problèmes et à Bar-sur-Aube, l'une d'elles était un bureau de péage qui rapportait certainement d'importants revenus notamment pendant les foires.
L'essor de l'exploitation du sel correspond à la reprise commerciale du XIIIe siècle et à la poussée démographique, qui a nécessité l'augmentation de certains produits de consommation, notamment du sel, seul moyen de conservation des aliments. La Crête possédait au moins 20 places et poêles à sel à Moyenvic, dans le Saulnois, à l'est de Pont-à-Mousson.
L'abbaye a reçu également deux forges, à Wassy du comte de Champagne Henri le Libéral et dans la forêt de Mathons du seigneur Geoffroy de Joinville, situées dans la vallée de la Blaise et de la Marne (une des trois grandes régions de l'industrie métallurgique champenoise au Moyen Âge). Une grande partie de la production de ces forges devait être utilisée sur place en outils de culture et en matériau de construction. Une partie aussi devait être livrée sur le marché régional.
La Crête perçoit aussi des impôts sur les paysans, sous forme de cens légués à perpétuité, payés annuellement à différents moments de l'année à l'occasion de fêtes religieuses. Elle reçoit à la fin du XIIIe siècle des redevances sur 9 moulins : Harven, Chantraines, Cornet, Mennouveaux, Cuves, Forcey, Lanques, Colombé la Fosse, et Rimaucourt. À l'exception de Chantraines, tous ces moulins sont situés sur des ruisseaux et utilisent l'énergie hydraulique. Au vu des redevances perçues par l'abbaye, ce sont des moulins à grains. Mais celui de Harven permet la frappe des métaux et le travail du fer. Enfin, les moines de La Crête devaient percevoir des revenus sur les paysans venus faire sécher leurs grains et cuire leurs pains dans les 4 fours de l'abbaye, à Chantraines, Bettoncourt, Roôcourt et Forcey.
Au vu des documents, il apparaît que l'abbaye de La Crête assurait la justice dans certaines campagnes et forêts. Le monastère y plaçait ses forestiers et percevait ainsi les ressources issues des amendes. Comme n'importe quel seigneur, les moines ont eu intérêt à créer des nouveaux villages, qui offraient l'occasion de faire venir des paysans pour mettre en valeur de nouvelles terres et payer ainsi de nouveaux impôts. La Crête participe à la naissance de trois villages hauts-marnais : Chantraines en 1224, Bourdons-sur-Rognon en 1241 et Consigny en 1258.
L'importance qu'acquit l'abbaye lui permit de fonder elle-même quatre « filles » dont une en Castille :
- Saint-Benoît-en-Woëvre, au diocèse de Metz, en 1132[18].
- Vaux-en-Ornois, au diocèse de Toul, en 1133[19].
- les Feuillants au diocèse de Toulouse, en 1169[20].
- Matallana, au diocèse de Palencia en Espagne, en 1174.

## Déclin et ruine
Par un étrange retour des choses, ceux-là mêmes qui, au sein de l'Église, avaient fait profession de pauvreté furent les victimes ou les bénéficiaires, selon le point de vue de ce que Georges Duby a appelé « les paradoxes de l'économie monastique ». Devenus de grands producteurs de laine et de viande, les moines blancs ne vont pas hésiter à échanger leur surplus de production domaniale contre des deniers et avancer ainsi très rapidement sur la voie de la richesse. Il en découlera la condamnation du monachisme et l'apparition des ordres mendiants au XIIIe siècle.
À La Crête, l'histoire mouvementée de la région va progressivement l'amener à sa destruction. L'abbaye est dans la tourmente à partir du XVIe siècle, avec la peste noire  venue d'Asie en 1348, 1499 et 1509, et les bandes de mercenaires qui sèment la terreur. Au XVIIe siècle, ce sont les guerres de religion, dont le massacre de Wassy en 1562 donne le signal. Les protestants mettent à sac tout le nord du département, jusque dans le Val de rognon où Doulaincourt est incendié. En 1568, est rançonnée l'abbaye de La Crête, et les villages de Hortes, Marcilly, Andilly et Plesnoy sont incendiés. Les protestants après avoir brûlé Andelot, se réfugient dans le château de Choiseul qu'ils ont conquis. Aucun document ne fait mention de telles exactions. Il semblerait donc que La Crête ait été épargnée. L'abbaye résiste à l'usure du temps et le roi l'érige en abbaye royale en 1567, en nommant le premier abbé commendataire, Philippe de Choiseul.
Les choses vont sérieusement se gâter pour l'abbaye au XVIIe siècle lorsque la France déclare la guerre à l'Espagne et à l'Autriche en 1635 (guerre de Trente Ans). En 1631, Richelieu fait alliance avec la Suède dont l'armée va participer à plusieurs campagnes contre l'Espagne. Pendant l'hiver 1636-1637, les troupes suédoises sont cantonnées à Andelot et dans beaucoup de villages des environs. Ils s'y comportent comme en pays ennemi, se livrent au pillage et au saccage, incendient villages et fermes, massacrent les habitants déjà forts éprouvés par la peste qui sévit à nouveau dans la région. Les fermiers et les villageois se réfugient les uns à l'abbaye de La Crête, les autres à Chaumont. D'après la plainte de l'abbé commendataire, Nicolas de Laferté, en 1637, aucun bâtiment de l'abbaye, à l'exception de celui de l'entrée, n'a été détruit car l'abbé a négocié avec les Suédois. Le préjudice se situe ailleurs : fermes, granges et villages pillés et incendiés (La Vieille Crête, Morlaix, Dardu, Pincourt, Fragneix, Bourdons, Forcey, Chantraines), viols et tueries (plus de 50 villageois assassinés à Bourdons et femmes violées ; 9 survivants seulement à Chantraines).
Après le passage des Suédois, la tâche de l'abbé commendataire Nicolas de Laferté sera de relever de leurs ruines toutes les dépendances de l'abbaye mais la situation va se dégrader avec ses successeurs : Charles-François d'Anglure de Bourlemont (1659-1669) et François d'Anglure de Bourlemont (1673-1711) qui vont refuser d'assurer l'entretien et les réparations nécessaires. Les moines vont en arriver en 1704 à se pourvoir en justice contre ce dernier. Le conseil du roi reconnaîtra la responsabilité de l'abbé et donnera aux religieux les moyens de restaurer les lieux : la constitution d'un quart de réserve des forêts pour les réparations à la suite des incendies, faits de guerre, ruines, démolition et reconstruction des bâtiments. De 1715 à 1750, l'abbaye de La Crête en sera pas restaurée mais reconstruite : le logis abbatial avec au-dessus de la porte d'entrée un médaillon portant la date de 1722, les ailes ouest et sud du cloître ainsi que la porterie actuelle. Après 1750, les moines construisent le bâtiment appelé, en 1800, la grande écurie, le moulin, le bief et le bâtiment appelé la blancherie. En 1788, ils font réparer le clocher de l'église, mais en 1789, la nationalisation des biens du clergé, décidée par le gouvernement révolutionnaire touche de plein fouet l'abbaye. En 1794, La Crête est mise en vente et achetée par Claude Routier d'Andelot qui la fait démolir.

## Architecture et description
Les restes sont aujourd'hui modestes mais donnent la mesure de l'ambitieuse reconstruction du XVIIIe siècle. Il ne reste plus de bâtiment d'origine médiévale, mais la porterie (classée Monument Historique) est remarquable par son corps central incurvé. Subsistent également le palais abbatial, le pigeonnier, une partie du mur d’enceinte et l'écurie, au rez-de-cour voûté en arêtes sur des piliers arborescents.
Aujourd'hui[Quand ?], l'abbaye de La Crête sort de l'oubli. La propriétaire de la porterie de l'abbaye effectue d'importants travaux de confortation en vue d'une restauration future[Quand ?] et l'association « Renaissance de La Crête » s'efforce de son côté de faire parler de La Crête en sensibilisant le public : spectacle audiovisuel autour de la maquette d'une abbaye cistercienne idéale à partir du plan de La Crête, conférences, édition de livres, etc.
L'Association pour la sauvegarde de la vallée du Rognon a lancé depuis plusieurs années des actions pour la sauvegarde de l'ensemble des bâtiments et son animateur Charles Myber est intervenu a plusieurs reprises pour impliquer les pouvoirs publics dans cette action.

## Filiation et dépendances
La Crête est fille de l'abbaye de Morimond